# Brookfield (Connecticut)
Brookfield è un comune di 16.354 abitanti degli Stati Uniti d'America, situato nella Contea di Fairfield nello Stato del Connecticut.